# Iquitos (Pferd)
Iquitos (* 22. Mai 2012) ist ein Englisches Vollblutpferd. Der braune Hengst wurde auf dem Gestüt Evershorst nahe dem Flughafen Hannover von Adlerflug aus der Irika gezogen. Das mit 157 cm Stockmaß ungewöhnlich kleine Pferd gehörte in den Jahren 2016–18 jeweils zu den besten Pferden des Jahres und avancierte dabei zum Publikumsliebling des deutschen Turfs.
Iquitos entstammt eine der ältesten deutschen Stutenlinien, die auf die vom Königlich Württembergischen Gestüt Weil um 1908 aus Frankreich importierte Stute Irene de S zurückgeht. Sie ist die Stammlinie des Gestüts Evershorst.
Um das große Gelände optimal zu nutzen, befindet sich auf vielen Rennbahnen oft ein Golfplatz. So kam es, dass eine Gruppe von Kölner Golffreunden, die sich unter dem Namen Stall Mulligan zusammenschloss, Interesse am Galoppsport fand und auf einer Weihnachtsfeier 2013 der Grande Dame des Gestüts Evershorst Erika Buhmann den etwas zu klein geratenen Jährling Iquitos für 10.000 € abkaufte. Anfangs hatte man eher bescheidene Ambitionen im Basissport, was an einer Nennung für die Harzburger Superhandicaps, die höchstdotiertesten und auch schwersten Rennen für die unteren Leistungsklassen, erkennbar wurde.
Der höchste gebotene Betrag auf Iquitos lag laut Mitinhaber Werner Gerhold bei knapp 700.000 Euro.

## Rennlaufbahn
Dreijährig debütierte Iquitos am 26. April 2015 dann auch eher unscheinbar mit einem 5. Platz in Hoppegarten hinter Turfdonna, die später den Preis der Diana gewann. Bei seinem zweiten Start in einem Maiden-Rennen auf der Neuen Bult, seiner Heimatbahn in Hannover, siegte Iquitos am 17. Mai 2015 knapp. Seinen dritten Rennbahn-Auftritt am 8. Juni 2015 in einem Ausgleich III in Baden-Baden wurde als spektakulär bezeichnet. In solchen Rennen wird üblicherweise versucht, mit möglichst geringem Abstand zu gewinnen, um das Aufgewicht für spätere Rennen zu minimieren. Iquitos riss sich jedoch von der Konkurrenz los, widersetzte sich allen „Bremsversuchen“ seines Reiters und gewann mit elf Längen Vorsprung, was in Ausgleichsrennen sehr ungewöhnlich ist. Damit wurden auch einige Experten auf ihn aufmerksam und prophezeiten dem kleinen Hengst eine große Zukunft.
Die in Folge für ihn ins Auge gefassten Grupperennen hatten jedoch mehrmonatige Nennfristen, so dass man diese Zeit mit einem Start in einem Ausgleich II am 2. August 2015 in Düsseldorf überbrückte. Er gewann auch dieses Rennen, wo er unter Höchstgewicht gegen erfahrene und ältere Pferde antreten musste. Wegen des hohen Gewichtes und der für ihn zu kurzen Distanz von 1700 Metern fiel der Sieg allerdings denkbar knapp aus. Am 16. August 2015 gab er schließlich in Krefeld sein Gruppe-Debüt und unterlag dabei über 2050 Meter nur knapp dem damals amtierenden Derby-Zweiten Palace Prince. Der erste Gruppe-Sieg erschien zu diesem Zeitpunkt nur noch eine Frage der Zeit zu sein, als ihn eine schwere, lebensbedrohliche Kolik ereilte. An der Tierärztlichen Hochschule Hannover gelang es, das Leben des Pferdes zu retten.
Nach längerer Genesungszeit kehrte Iquitos am 24. April 2016 mit einem vierten Platz beim Preis von Dahlwitz in Hoppegarten auf die Rennbahn zurück. Gut einen Monat später sicherte er sich in Baden-Baden beim Großen Preis der Badischen Wirtschaft (Gruppe II), dem wichtigsten Frühjahrsrennen des deutschen Rennkalenders, einen eindrucksvollen Sieg. Dem folgte ein guter zweiter Platz beim Hansa-Preis in Hamburg (Gruppe II), ein 4. Platz beim Dallmayr-Preis in München (Gruppe I) und schließlich als Krönung der Saison der Sieg beim Großen Preis von Baden (Gruppe I). Dies trug ihm auch eine Einladung zum Japan Cup am Ende der Renn-Saison ein, hier lief er auf dem siebten Platz ein. Zuvor kam er bereits im Preis von Europa in Köln bloß auf den fünften Rang, beim Großen Preis von Bayern platzierte er sich auf dem vierten Rang. Das Rennsport-Publikum wählte „Krümel“, wie man ihn wegen seiner Größe liebevoll nannte, schließlich zum Galopper des Jahres 2016. Ebenso gewann er die zum ersten Mal ausgetragene German Racing Champions League des Jahres 2016.

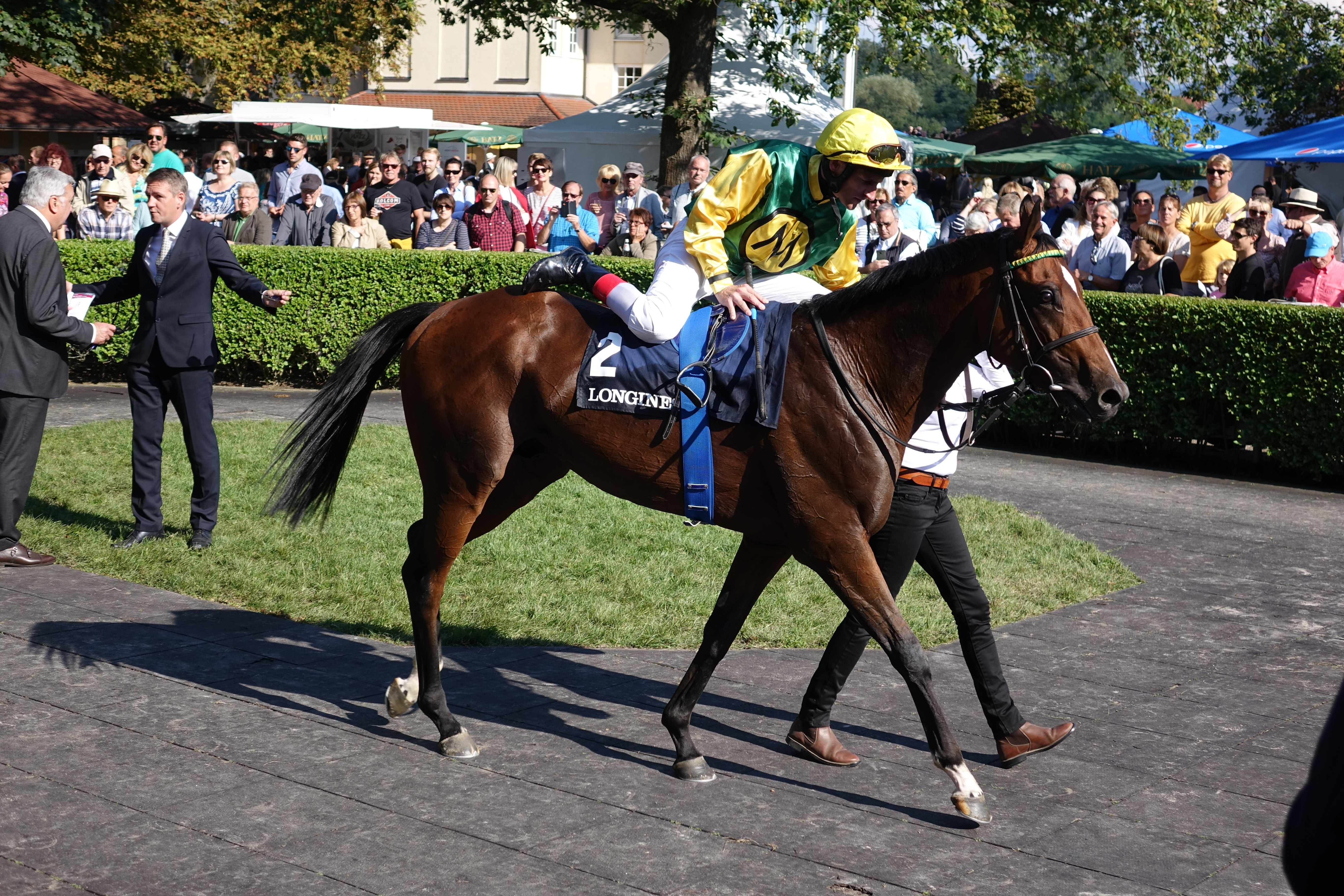
Iquitos, zweitplatziert beim Großen Preis von Baden 2017

Im Jahre 2017 erwuchsen ihm mit Guignol und Dschingis Secret zwei ebenbürtige Gegner, die ihn des Öfteren auf den zweiten Platz in den wichtigen Gruppe-Rennen verwiesen. Er gewann jedoch mit dem Dallmayr-Preis in München ein weiteres Gruppe I-Rennen. Im Jahre 2018 musste Guignol seine Karriere schließlich verletzungsbedingt beenden und Dschingis Secret konnte nicht mehr ganz in die Form des Vorjahres anknüpfen, so dass Iquitos mit Siegen beim Großen Preis der Badischen Wirtschaft (Gruppe II) und beim Großen Preis von Bayern erneut sich eindeutig als das beste deutsche Pferd des Jahres profilieren konnte. Erneut gewann er in diesem Jahr die German Racing Champions League und wurde wiederum zum Galopper des Jahres 2018 gewählt. Diese Auszeichnung gewann er damit als bisher einziges sechsjähriges Rennpferd.